# Espineta gorjablanca
L'espineta gorjablanca (Gerygone olivacea) és un ocell de la família dels acantízids (Acanthizidae).

## Hàbitat i distribució
Habita les sabanes, boscos oberts i bosc de ribera de les terres baixes al sud-est de Nova Guinea. Nord i est d'Austràlia, des del nord-est d'Austràlia Occidental, cap a l'est, a través del nord del Territori del Nord fins al nord i l'est de Queensland i fins al sud de Victòria i sud-est d'Austràlia Meridional.